# ماتئو آکوستا
ماتئو آکوستا (انگلیسی: Mateo Acosta؛ زادهٔ ۲۲ سپتامبر ۱۹۹۲) بازیکن فوتبال است. 